# Alexandre Fomine
Pour les articles homonymes, voir Fomine.
Alexandre Vassilievitch Fomine (en russe : Алекса́ндр Васи́льевич Фоми́н), né dans le gouvernement de Saratov le 2 mai 1867 (14 mai dans le calendrier grégorien) et mort à Kiev le 16 octobre 1935, est un botaniste soviétique spécialiste des fougères et découvreur de la flore du Caucase.

## Carrière

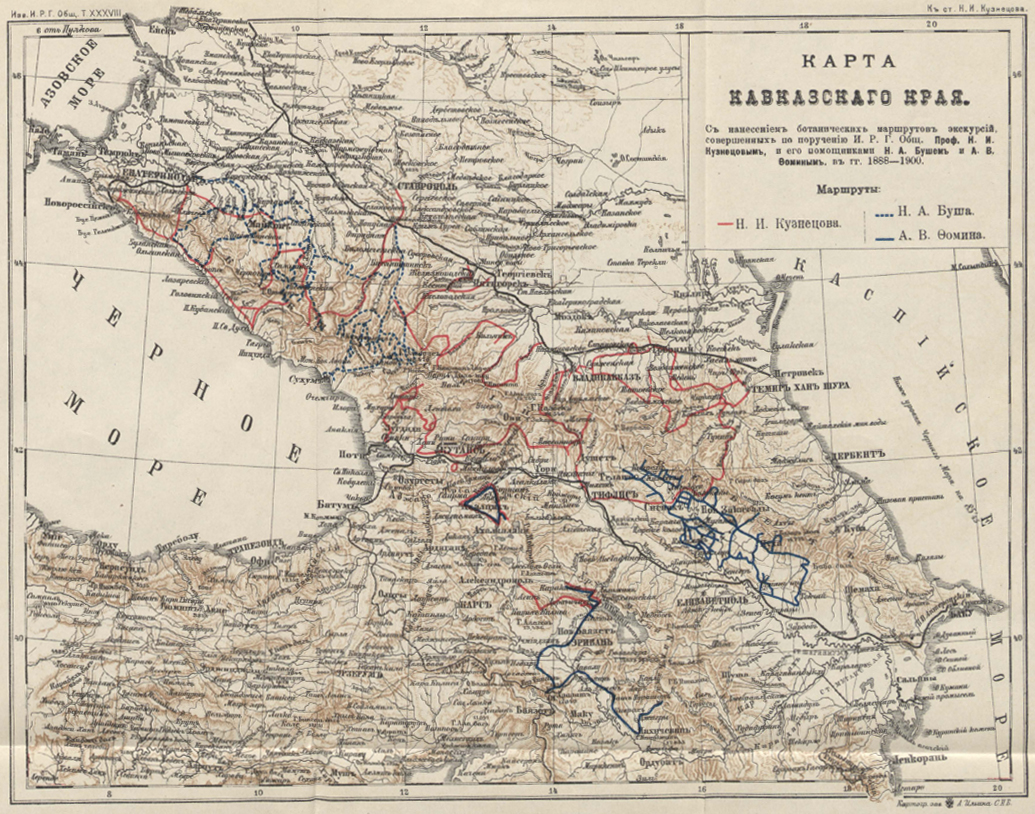
Carte de l'expédition de Fomine au Caucase (en bleu). L'itinéraire de Busch est en bleu pointillé, celui de Kouznetsov en rouge

Fomine termine ses études à l'université de Moscou en 1893, mais auparavant il a effectué des expéditions botaniques dans le Caucase entre 1888 et 1890 avec ses collègues Nikolaï Busch et Nikolaï Kouznetsov, pour le compte de la Société géographique impériale.
Il devient assistant de botanique à l'université de Iouriev (ex-Dorpat) en 1896, puis botaniste à partir de 1902 au jardin botanique de Tiflis. De 1914 à 1927, il est professeur de botanique à l'université de Kiev, tout en étant à partir de 1914 directeur du Jardin botanique de Kiev (qui aujourd'hui porte son nom). Il est admis à l'institut de botanique de l'Académie des sciences de la RSS d'Ukraine en 1927, Académie dont il est membre depuis 1921.
Ses travaux portent principalement sur les fougères du Caucase, d'Ukraine, de Sibérie, de l'Extrême-Orient russe et de l'URSS dans son ensemble.

## Hommages
Plusieurs espèces végétales ont été nommées d'après lui en son honneur, comme Petasites fominii Bordz., endémique de Géorgie, ou bien:
- (Asteraceae) Cirsium fominii Petr.
- (Asteraceae) Crinitaria fominii (Kem.-Nath.) Czerep.
- (Campanulaceae) Campanula fominii Grossh. Kolak. & Serdyuk.
- (Colchicaceae) Colchicum fominii Bordz.
- (Dryopteridaceae) Polystichum × fominii Askerov & A.Bobrov
- (Juncaceae) Juncus fominii Zoz
- (Lamiaceae) Acinos fominii Shost.-Desiat.

## Quelques publications
- Заметки и наблюдения относительно некоторых растений Кавказа. [Mémoires et études relatives à quelques plantes du Caucase] // in: Труды Тифлисского ботанического сада [Travaux du jardin botanique de Tiflis]. — Tiflis: Типография К. П. Козловского, 1904. — vol. VI, livre 3. — p. 33-46
- Cucurbitaceae i Campanulaceae flory Kaukaza: Kritičeskoe sistematičesko-geografičeskoe izslědovanie, Mattisen, 1907

## Source
- (ru) Cet article est partiellement ou en totalité issu de l’article de Wikipédia en russe intitulé « Фомин, Александр Васильевич (ботаник) » (voir la liste des auteurs).